# Лоренци, Бенито
Бенито «Яд» Лоренци (итал. Benito Lorenzi; 20 декабря 1925, Буджано — 3 марта 2007, Милан) — итальянский футболист, большую часть своей футбольной карьеры проведший за «Интернационале», где считается его легендой. Выступал на позиции нападающего.

## Биография
Бенито Лоренци родился 20 декабря 1925 года, в маленьком итальянском городке Буджано. Первые шаги в футболе делал в своем родном городе, в клубе с одноимённым названием. В 1946 году перешёл в клуб второго итальянского дивизиона (Серия-Б) «Эмполи». Спустя год, сыграв 40 игр и забив 15 мячей, был приобретен миланским «Интернационале». Играя в составе «нерадзури», за своей нрав (или высказывания в прессе
), получил прозвище «Яд» или «ядовитый». Сам же он отмечал, что за его трудный характер, ещё в детстве, мать называла его «ядовитым». В одной из игр, Лоренци стукнул своего партнера по команде Иштвана Ньерша, за то что тот не реализовал голевой момент. После этого венгерский форвард забил два мяча, и дабы отомстить, в конце матча устроил погоню за итальянцем. Не менее знаменитым является поступок совершенный Лоренци в одном из миланских дерби. Во время игры был назначен сомнительный пенальти в ворота «Интернационале». Бенито Лоренци, пользуясь суматохой, ради того, чтобы Тито Куккьярони не забил пенальти в ворота в его команды, подложил лимон около мяча. Помимо этого, нападающий «нерадзури» оставил свой след и в другом принципиальном дерби — «Дерби Италии». Кроме 8 голов забитых в ворота «Ювентуса», с легкой руки Лоренци, у легенды «бьянконери» Джампьеро Бониперти появилось прозвище — женское имя Мариса.
За итальянский гранд Лоренци провел долгих 11 лет, сыграв в общей сложности 314 игр и забив 143 гола. Вместе с «Интером» Лоренци выиграл чемпионат Италии 1953 и 1954 годов
. В 1958 году, в возрасте тридцати трех лет, Бенито Лоренци уходит из «Интера». Сезон 1958/59 итальянский футболист проводит в «Алессандрии», за которую сыграв 27 игр он забивает 5 мячей. Спустя год Лоренци переходит в «Брешиа», где за сезон 1959/60 забивает 4 мяча в 14 играх. В следующем сезоне Лоренци вновь меняет команду. Он оказывается в скромном «Варезе», сыграв за который 9 матчей и забив один гол, он решает завязать с футболом. Вскоре, после завершения карьеры футболиста, Бенито «Яд» Лоренци возвращается в «Интер», где начинает работать в молодёжной академии клуба.
За свою долгую карьеру, Лоренци, принял участие в 14 официальных матчах сборной Италии, в которых четырежды поражал ворота соперников. В составе «скуадры адзуры», был участником чемпионата мира 1954 в Швейцарии.
Скончался 3 марта 2007 года.

## Достижения
- Чемпион Италии (2): 1952/53, 1953/54

## Статистика
| Сезон                | Клуб                 | Лига                 | Чемпионат | Чемпионат | Кубок | Кубок | Еврокубки | Еврокубки | Суперкубок | Суперкубок |  | Всего за сезон | Всего за сезон |
| Сезон                | Клуб                 | Лига                 | Игры      | Голы      | Игры  | Голы  | Игры      | Голы      | Игры       | Голы       |  | Игры           | Голы           |
| -------------------- | -------------------- | -------------------- | --------- | --------- | ----- | ----- | --------- | --------- | ---------- | ---------- |  | -------------- | -------------- |
| 1947/48              | Эмполи               | Серия В              | 40        | 15        | —     | —     | —         | —         | —          | —          |  | 40             | 15             |
| Всего за Эмполи      | Всего за Эмполи      | Всего за Эмполи      | 40        | 15        | —     | —     | —         | —         | —          | —          |  | 40             | 15             |
| 1947/48              | Интернационале       | Серия А              | 29        | 14        | —     | —     | —         | —         | —          | —          |  | 29             | 14             |
| 1948/49              | Интернационале       | Серия А              | 30        | 14        | —     | —     | —         | —         | —          | —          |  | 30             | 14             |
| 1949/50              | Интернационале       | Серия А              | 31        | 15        | —     | —     | —         | —         | —          | —          |  | 31             | 15             |
| 1950/51              | Интернационале       | Серия А              | 37        | 21        | —     | —     | —         | —         | —          | —          |  | 37             | 21             |
| 1951/52              | Интернационале       | Серия А              | 32        | 15        | —     | —     | —         | —         | —          | —          |  | 32             | 15             |
| 1952/53              | Интернационале       | Серия А              | 30        | 12        | —     | —     | —         | —         | —          | —          |  | 30             | 12             |
| 1953/54              | Интернационале       | Серия А              | 28        | 18        | —     | —     | —         | —         | —          | —          |  | 28             | 18             |
| 1954/55              | Интернационале       | Серия А              | 20        | 12        | —     | —     | —         | —         | —          | —          |  | 20             | 12             |
| 1955/56              | Интернационале       | Серия А              | 24        | 10        | —     | —     | —         | —         | —          | —          |  | 24             | 10             |
| 1956/57              | Интернационале       | Серия А              | 28        | 8         | —     | —     | 3         | 3         | —          | —          |  | 31             | 11             |
| 1957/58              | Интернационале       | Серия А              | 16        | 5         | 6     | 2     | —         | —         | —          | —          |  | 22             | 7              |
| Всего за Интер       | Всего за Интер       | Всего за Интер       | 305       | 138       | 6     | 2     | 3         | 3         | —          | —          |  | 314            | 143            |
| 1958/59              | Алессандрия          | Серия А              | 25        | 4         | 2     | 1     | —         | —         | —          | —          |  | 27             | 5              |
| Всего за Александрию | Всего за Александрию | Всего за Александрию | 25        | 4         | 2     | 1     | —         | —         | —          | —          |  | 27             | 5              |
| 1959/60              | Брешиа               | Серия Б              | 14        | 4         | —     | —     | —         | —         | —          | —          |  | 14             | 4              |
| Всего за Брешиа      | Всего за Брешиа      | Всего за Брешиа      | 14        | 4         | —     | —     | —         | —         | —          | —          |  | 9              | —              |
| 1960                 | Варезе               | Серия Б              | 9         | 1         | —     | —     | —         | —         | —          | —          |  | 9              | 1              |
| Всего за Варезе      | Всего за Варезе      | Всего за Варезе      | 9         | 1         | —     | —     | —         | —         | —          | —          |  | 9              | —              |
|                      |                      |                      |           |           |       |       |           |           |            |            |  |                |                |
| Всего за карьеру     | Всего за карьеру     | Всего за карьеру     | 379       | 158       | 8     | 3     | 3         | 3         | —          | —          |  | 390            | 164            |